# Zitadelle Alba Carolina
Die Zitadelle Alba Carolina (deutsch: Karlsburg, Carlsburg) in Alba Iulia, Rumänien, ist eine Befestigungsanlage mit Bastionen im Vauban-Stil, die zwischen 1715 und 1738 unter der Herrschaft von Kaiser Karl VI. erbaut wurde. Sie diente den Habsburgern als strategischer Verteidigungspunkt entlang der Militärgrenze gegen das Osmanische Reich. Sie wurde ungefähr zur selben Zeit wie die vergleichbaren Festungen in Arad und Timișoara erbaut.

## Galerie

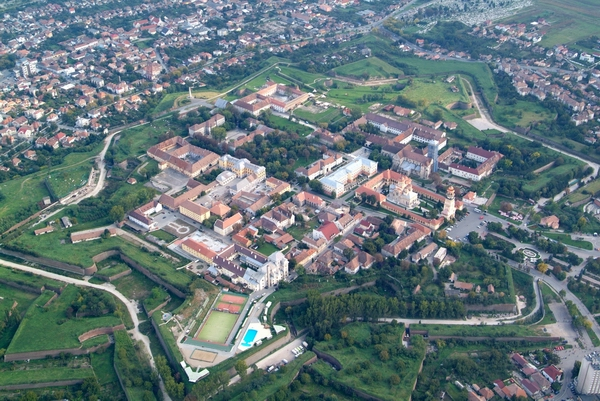
Luftbild der Zitadelle
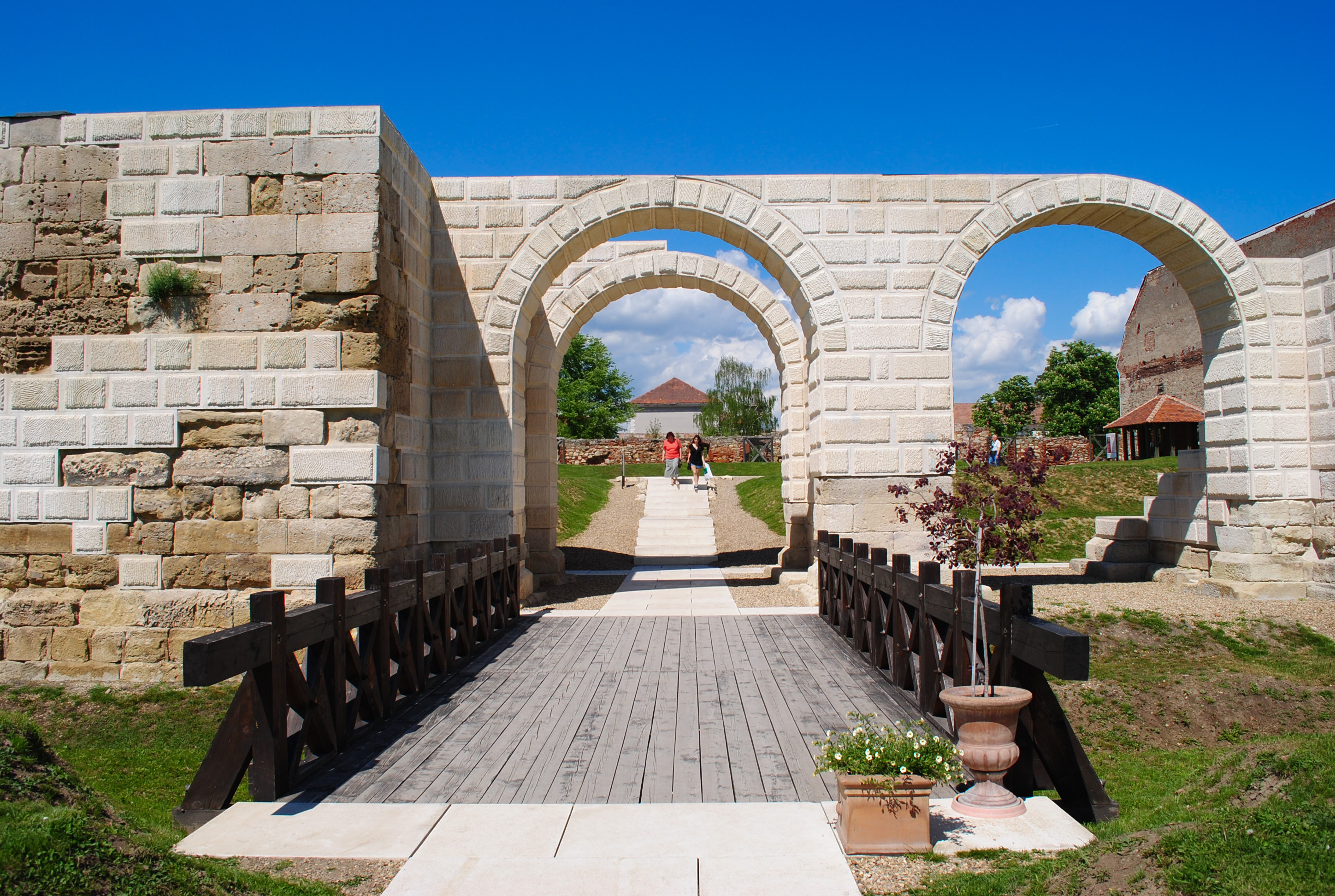
Römisches Castrum
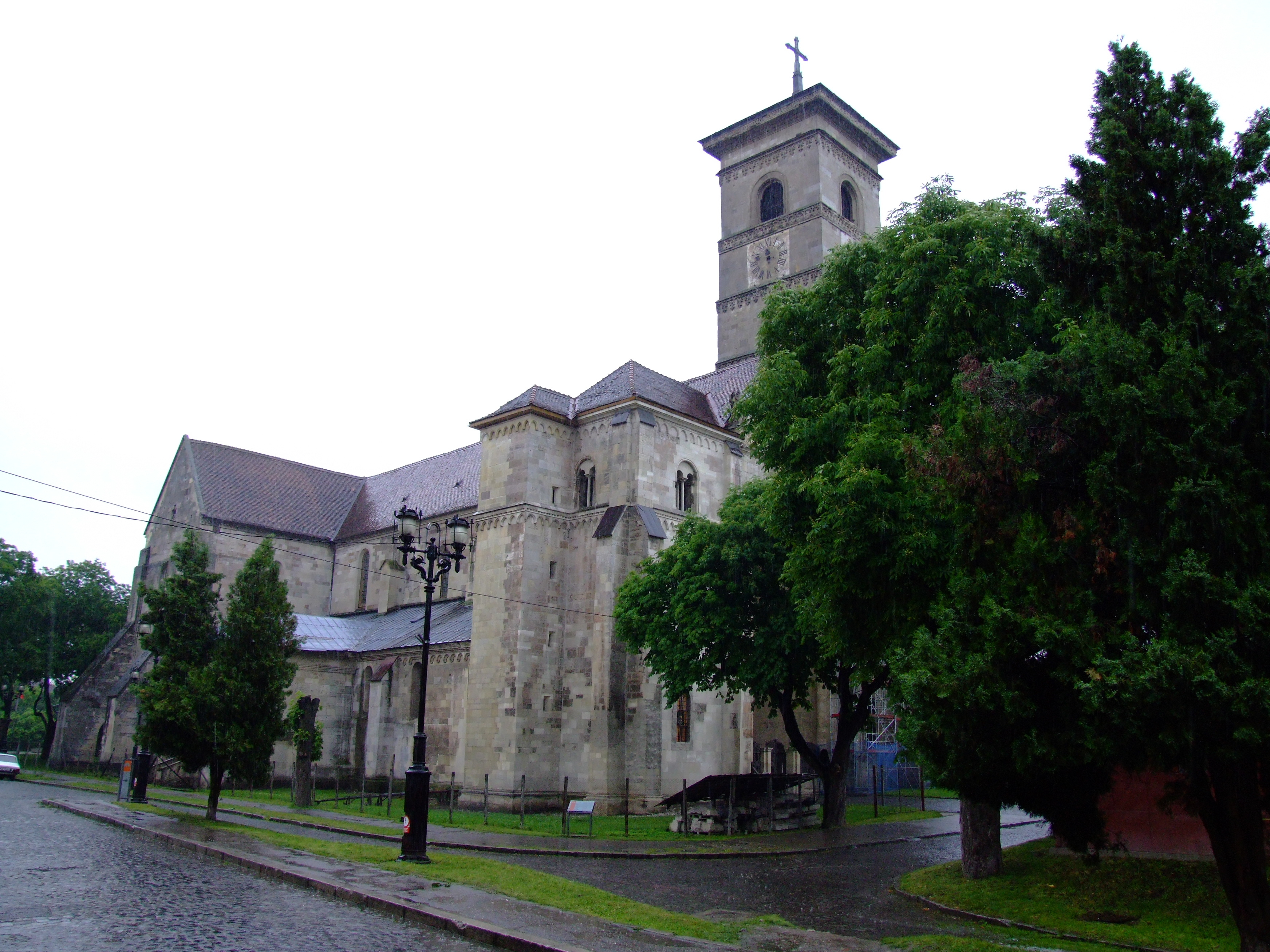
Katholische Kathedrale
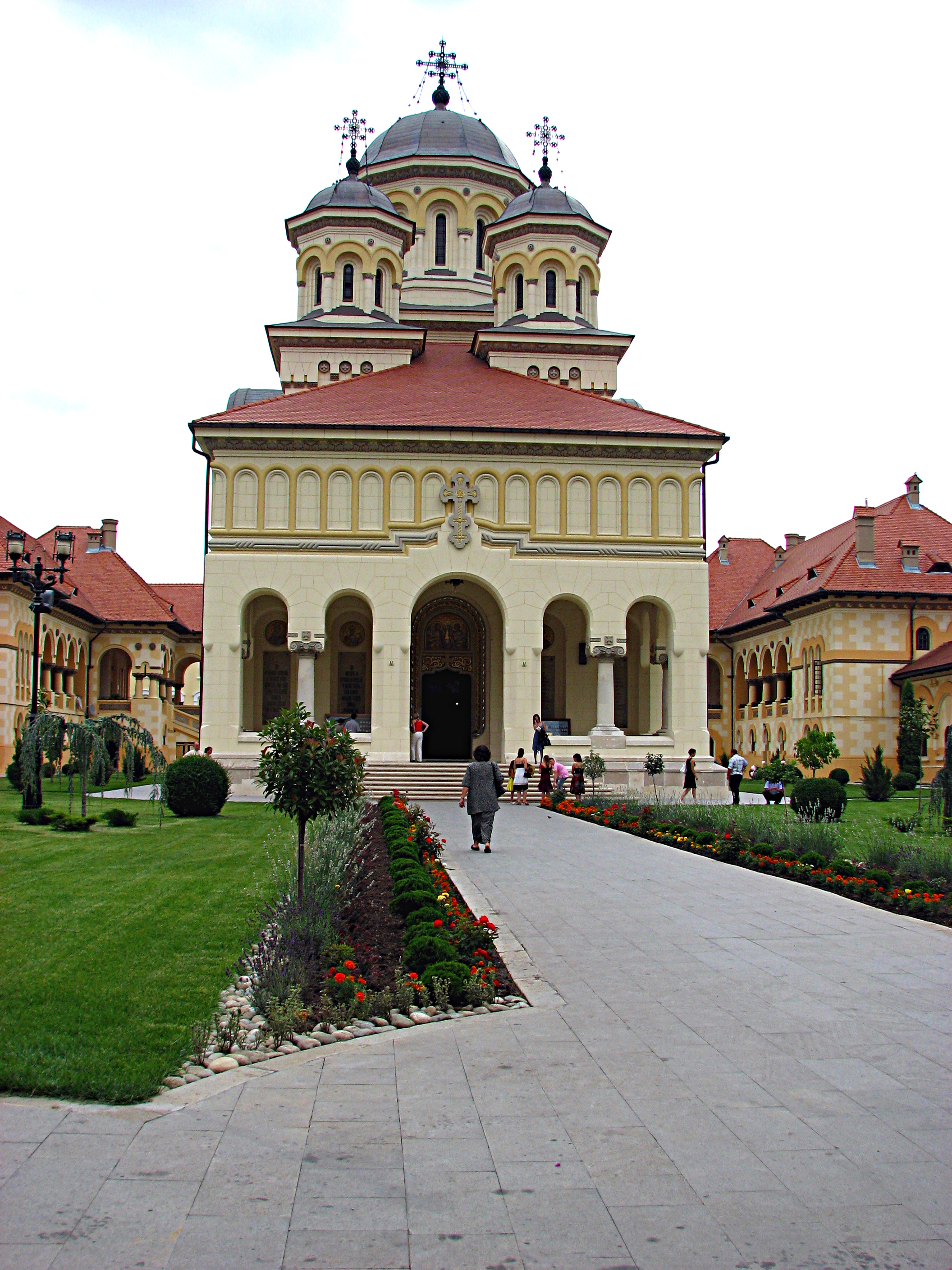
Orthodoxe Kathedrale
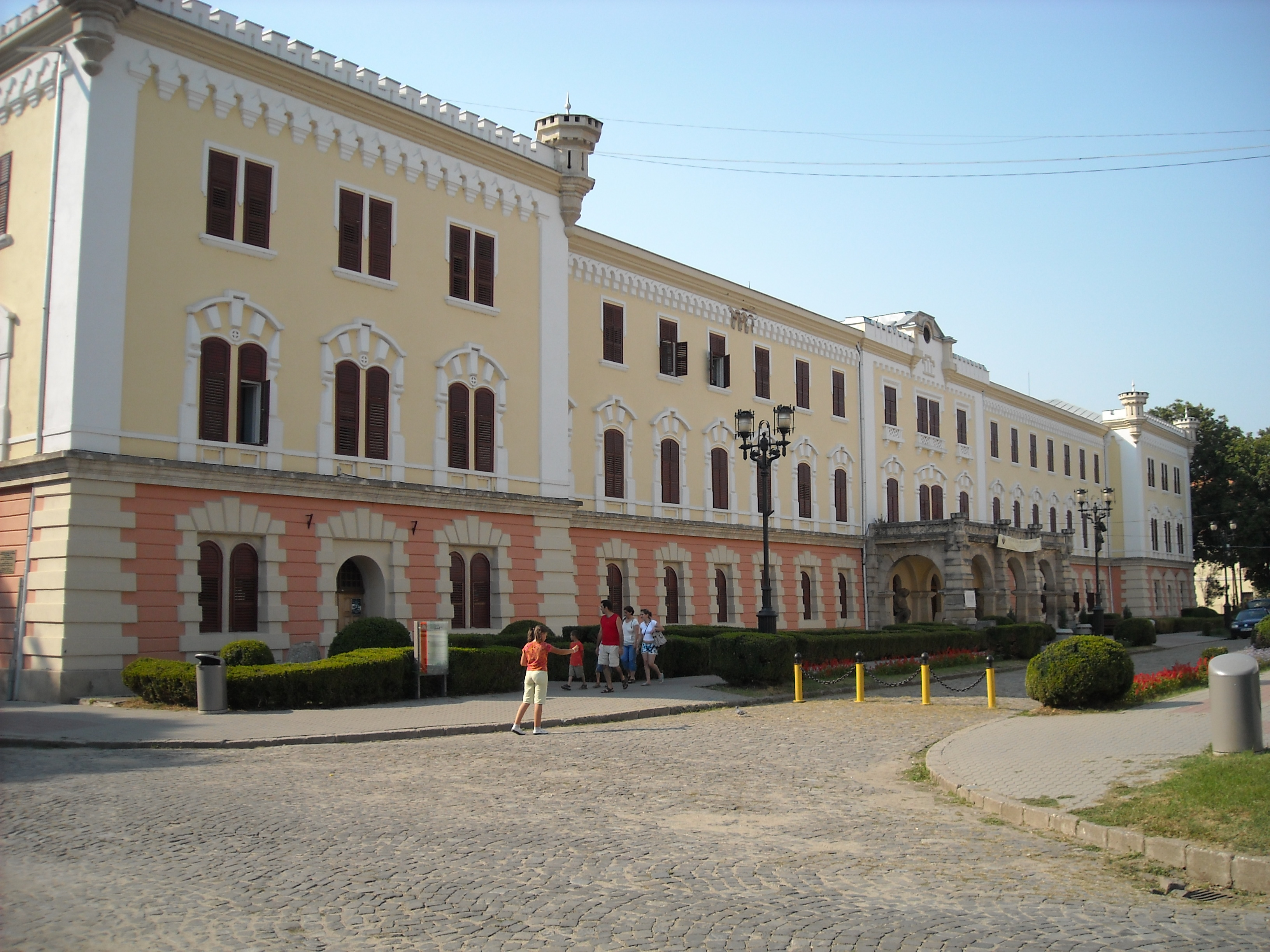
Museum
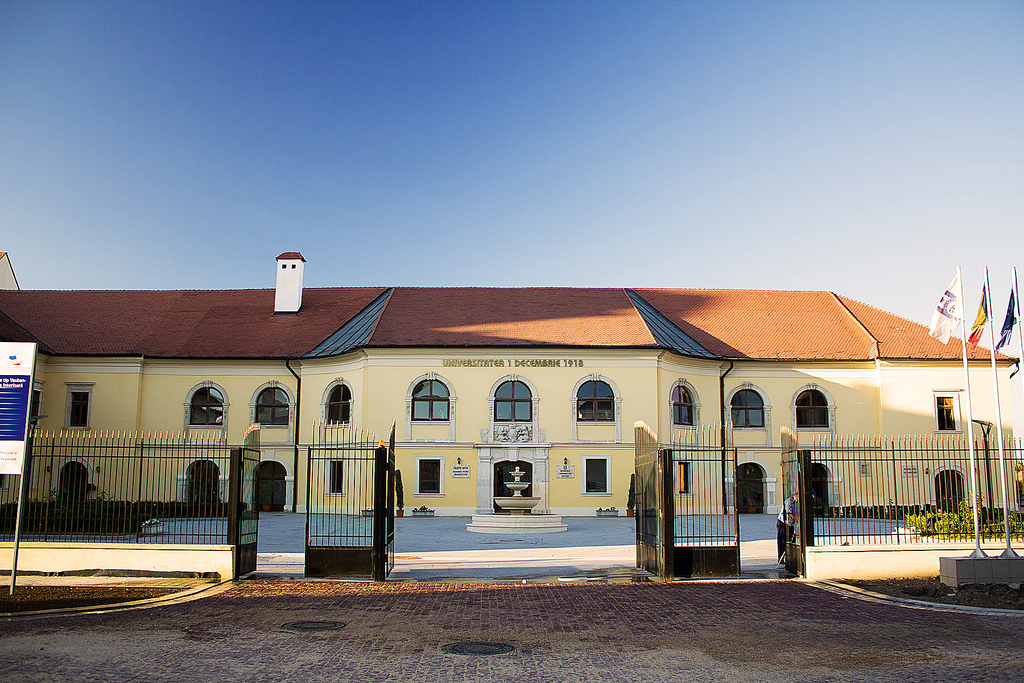
Universität (ehemaliges Palais Apor)
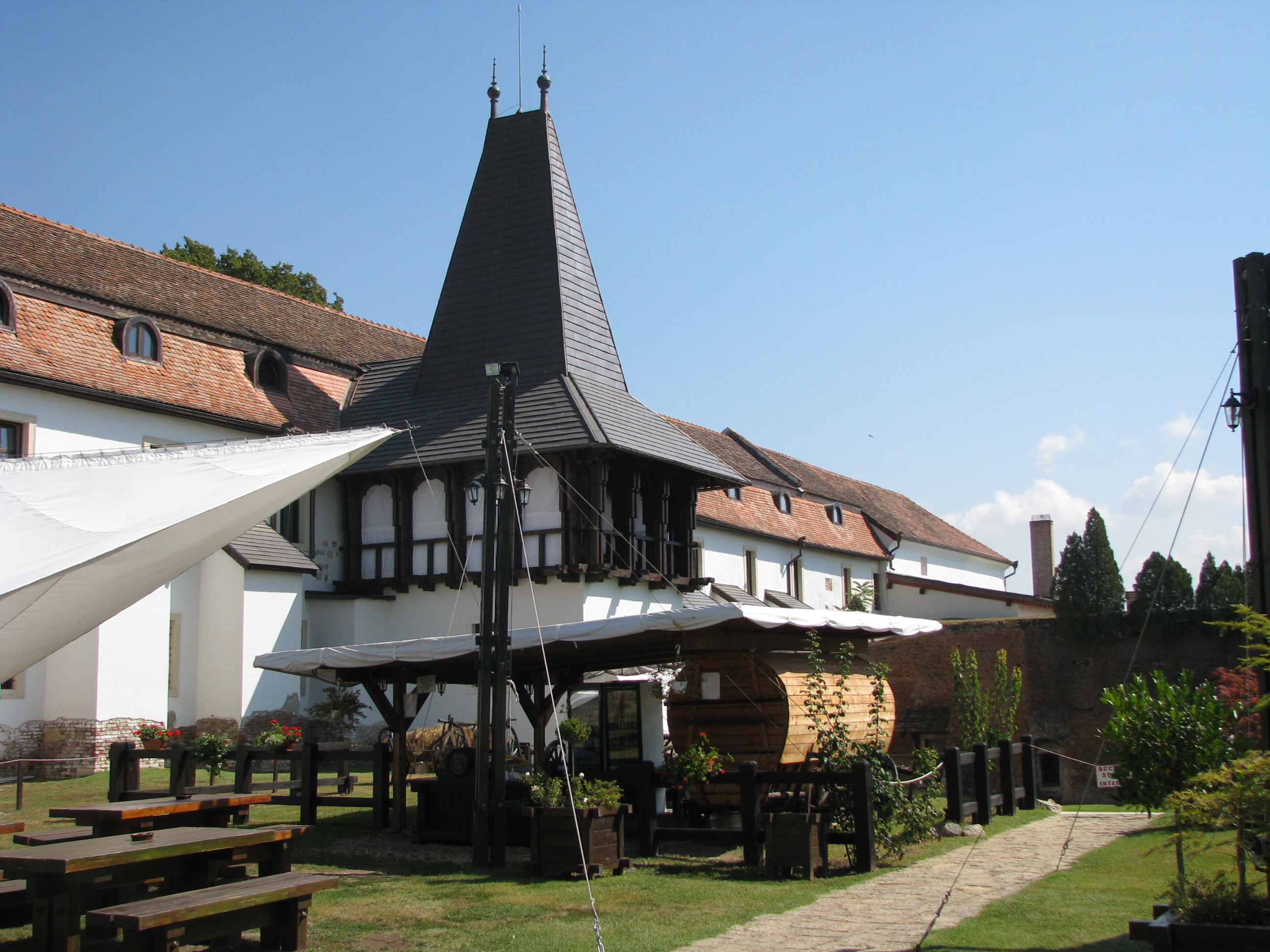
Ehemaliges Kommissariat, jetzt Hotel Medieval